# Matt Warburton

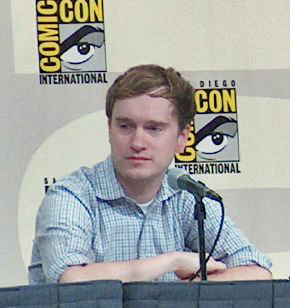
Warburton v červenci 2008

Matt Warburton (* 7. února 1978, Strongsville, Ohio, USA) je americký televizní scenárista.
Vyrůstal v severním Ohiu a navštěvoval střední školu Strongsville High School. Vystudoval kognitivní neurovědu na Harvardově univerzitě.
Warburton pracoval 11 let jako scenárista a spoluvýkonný producent animovaného seriálu Simpsonovi stanice Fox, odkud odešel v prosinci 2012, pracoval jako scenárista (konzultant a editor) komediálního seriálu Zpátky do školy stanice NBC, kam nastoupil během třetí sezóny seriálu, a poté se stal výkonným producentem a scenáristou komediálního seriálu The Mindy Project stanice Fox.

## Scenáristická filmografie

### EpizodySimpsonových
13. řada
- Příběhy z nevrácené knihy (část Hamlet)

14. řada
- Čtyřprocentní trojka

15. řada
- Den pro závislosti

16. řada
- Otec, syn a host svatý

18. řada
- Kladivo na Homera
- Vočko veršotepcem
- Vyrůstáme ve Springfieldu

20. řada
- Speciální čarodějnický díl

21. řada
- Prcek a velryba

22. řada
- Kouzelná Líza

23. řada
- Super věc, kterou Bart už nikdy neudělá

### EpizodyZpátky do školy
3. řada
- Digitální plánování pozůstalosti

### EpizodyThe Mindy Project
1. řada
- In The Club
- Danny’s Friend

2. řada
- Music Festival

3. řada
- Crimes & Misdeamors & Ex-BFs
- Danny Castellano Is My Nutrionist

4. řada
- C Is For Coward
- The Parent Trap
- When Mindy Met Danny
- Will They or Won’t They
- Bernardo & Anita

5. řada
- Nurses Strike
- Hot Mess Time Machine

6. řada
- May Divorce Be With You
- Danny in Real Life
- It Had To Be You

### EpizodyChampions
- Vincemas
- Nepotism

### EpizodyFour Weddings and a Funeral
- Kash with a K
- We Broke
- New Jersey